# چالجا (خواجه‌لار)
چالجا (به ترکی استانبولی: Çalca) یک منطقهٔ مسکونی در ترکیه است که در هوجالار واقع شده‌است.